# الطاقة الزرقاء
الطاقة الزرقاء (بالدبلجة العربية) أو حسب الاسم الأصلي سر الرمل الأزرق (باليابانية: タパタ飛行船の冒険) (بالفرنسية: Le Secret du sable bleu) هو أنمي من 26 حلقة كل حلقة قرابة 26 دقيقة يمثّل إنتاجاً مشتركاً بين اليابان وكوريا الجنوبية، أخرجه يانو يوتشيرو باقتباس من عدة رواياتٍ للكاتب جول فيرن بينها مواجهة العلم (بالفرنسية Face au drapeau) ومغامرات مذهلة لبعثة بارساك (بالفرنسية L'Etonnante Aventure de la mission Barsac)، ونشرت في الفترة بين 1 و5 يناير 2002 و29 يونيو 2002 على شبكة WOWOW. دبلجه إلى اللغة العربية مركز الزهرة تحت اسم الطاقة الزرقاء.

## القصة
يحكي المسلسل قصة فتاة تدعى جين بوكستون (بالإنكليزية: jane buxton) تذهب للبحث عن شقيقها في الشرق لأنها قد تلقَّت رسالة تخبرها بأنه أعدم، فذهبت إلى الشرق، وفي هذه الرحلة تعيش أكثر من مغامرة.

### تسلسل الأحداث
تجري أحداث المسلسل في بداية القرن العشرين وفي دولة من دول الغرب. في بداية المسلسل نشاهد رجلاً غنياً يهرع إلى قصره لرؤية زوجته التي كانت على وشك الولادة. هذا الرجل هو السيد باكستون. رجل ثري، متزوج ولديه ولد واحد يدعى جورج. في تلك الليلة الممطرة ولدت الزوجة طفلة جميلة أسموها جين، ولكن والدتها للأسف توفيت عند ولادتها. بعد ثلاث سنوات تقريبا تظهر لنا الطفلة جين بروحها المرحة التي غمرت بها جميع من في البيت، كما يبدو عليها أنها تحب تركيب ألعابها والاختباء تحت الطاولة الموجودة في مختبر أخيها. وفي يوم من الأيام حضرت سيدة إلى القصر مع ابنها الصغير وليام.. يبدوا ان السيدة بعد وفاة زوجها ارادت ان يتربى ابنها وسط عائلة لكي يصبح ابنها رجلا يعتمد عليه وليس ولدا مدللا.. ظن وليام ان والدته بدأت تحب أبناء السيد باكستون أكثر منه لذلك كان يكرههم جميعا وخاصة بعد وفاة والدته، ولكنه احب جين كثيرا وكان يعتبرها كاخته الصغيرة.
بعد مضي عدة سنوات كبر الجميع فها هو جورج أصبح عالم ووليام يعمل في بنك السيد باكستون وجين في المدرسة. كانت جين تعشق الفيزياء بعكس المواد الأخرى وكان همها الوحيد في الحياة هو صنع آلة طائرة أو مركبة طائرة لذلك هي تقوم بتصميم طائرات في كل يوم ولكنها لم تنجح حتى الآن في تحقيق حلمها في الطيران. في يوم قرر جورج عرض فكرة على مجلس الاكاديمية التي يدرس بها وهي إمكانية صنع مركبة طائرة تطير بالماء الذي يطفو. طبعا استقبلت نظريته بالأستهزاء والضحك ولم يكن لأحد ان يصدق كلامه. ولكن جورج كان متاكدا من وجود ينبوع الماء الذي يطفو ولذلك قرر السفر للبحث عنه ليأكد صحة نظريته. في نفس يوم السفر ترك وليام المنزل ولم يخبر أحد إلى اين سيذهب ولكن كان من الواضح انه ركب نفس السفينة التي سافر عليها جورج. بعد عدة أيام وبينما كانت جين ووالدها يتناولون العشاء وصلت رساله تفيد ان جورج قد قتل بالبعثة..حزن الجميع عليه حزناً كبيراً.
بعد عدة سنوات وفي ليلة من الليالي ظهرت في الآفاق سفينه أو مركبة طائرة. نزل منها رجال مقنعين وسرقوا بنك السيد باكستون ثم ترك قائدهم ساعه كان يملكها السيد باكستون وكان قد اعطاها جورج قبل سفره. صباح اليوم التالي ذهبت الشرطة إلى منزل السيد باكستون واتهمته بسرقة الاموال من البنك. لم يحتمل السيد الفضيحة فسقط مريضا. أخذت جين تعتني به طوال الوقت وكانت حزينه جدا على فراق اخويها ومرض والدها. وفي يوم وبينما كانت عائدة من المدرسة وصلت لها رساله ومن التوقيع الذي عليها عرفت انها من جورج. فتحتها فوجدت بداخلها حجر صغير يلمع، ظنت بان أخيها قد ارسل لها الحجر قبل موته ولكن عندما تساقطت دموعها على الحجر تحول إلى ماء يطفو حينها علمت ان جورج مازال حيا. قررت جين ترك والدها في عناية الخادمه بينما تذهب هي مع سان بيلان الخادم الامين للبحث عن جورج وفي النهاية التقيا من جديد.

## الأصوات الفرنسية
- باتريشيا ليجراند (بالفرنسية: Patricia Legrand): جين.
- برونو ماجنى (بالفرنسية: Bruno Magne): وليام.
- تييرى كازازيان (بالفرنسية: Thierry Kazazian): جورج.
- ناتالى بيانيمى (بالفرنسية: Nathalie Bienaimé): صبرى.
- دانييلي حزان (بالفرنسية: Danièle Hazan): كيت.

## طاقم الإنتاج
- الإخراج: يوتشيرو يانو
- تصميم الميكانيكيات: كازوهيدي توموناغا
- تصميم الشخصيات والدعامة: كينجي يازاكي
- كاتب: يوكا يامادا، كويتشي ماشيما، ميوا ساتوجيما، نوريكو تانيمورا
- الإخراج الفني: ماكوتو شيرايشي
- الموسيقى: دايسوكي إيكيدا
- المنتجون: كوجي تاكيوتشي، ميتشيكو سوزوكي، إي دونغ ووك
- قصة: كيتشيرو فورويا، كوجي تاكيوتشي، يوتشيرو يانو
- المنتج المنفذ: شونزو كاتو
- إنتاج الرسوم المتحركة: تيليكوم أنيميشن فيلم
- إنتاج: تمس إنترتينمنت، WOWOW، كوكو شركة المشاريع، سيجا، ZET

## الحلقات
1. الوارثة بوكستون (バクストン家の三兄妹)
2. سوء فهم بسيط (亀裂小さな)
3. الظل في الليل زائل (滲み出した黒い陰)
4. رحلة إلى البحر [1/2] (はじめての航海)
5. رحلة إلى البحر [2/2] (船乗りの勲章)
6. الغامض السيد وبارساك (バルザックさん)
7. اجتماع الناس الجديدة (新しい出会い)
8. في الصحراء (砂漠へ)
9. عاصفة رملية (砂岚)
10. ماذا تفعل؟ (私に出来ること)
11. سر من الرمال حطام الأزرق (難破船と青い砂の謎)
12. هجوم من الزلاجات الميكانيكية [1/2] (机械盗贼団~前编)
13. هجوم من الزلاجات الميكانيكية [2/2] (机械盗贼団后编~)
14. ولكن من هو موريل؟ (モリリレの正体)
15. إلى كل أسراره (おたがいの秘密)
16. قبر جورج (ジョージここに眠る)
17. الهواء العمودية (はじめての空)
18. مدينة الجديدة (ネオシティ)
19. أستاذ كمال (カマレ博士)
20. الهروب (逃亡)
21. سر ازوريم (浮遊泉の謎)
22. ساعة الحقيقة (侵入)
23. إفشاء مذهل (真実)
24. سقوط الإمبراطورية (帝国の崩壊)
25. السفينة من الموت (飛行機械プロミネンス)
26. الوقت لنقول وداعا (ジェーンより愛を込めて)

## الأفلام
- 16 نوفمبر 2005: فيلم سر الطاقة الزرقاء الرئيسي.
- 1 أبريل 2006: فيلم سر الرمل الأزرق الجزء الأول.
- 20 يوليو 2006: فيلم سر الرمل الأزرق الجزء الثاني.

## وصلات خارجية
- الطاقة الزرقاء على موقع IMDb (الإنجليزية)
- الطاقة الزرقاء على موقع ألو سيني (الفرنسية)
- الطاقة الزرقاء على موقع قاعدة بيانات الفيلم (الإنجليزية)
- الطاقة الزرقاء على موقع ANN anime (الإنجليزية)